# دوشیزه جهان ۲۰۲۰
دوشیزه جهان ۲۰۲۰ (انگلیسی: Miss Universe 2020)
؛ ۶۹مین دوره دوشیزه جهان بود، که در ۱۶ می ۲۰۲۱ در هالیوود، فلوریدا، ایالات متحده آمریکا برگزار شد. آندره‌آ مزا از مکزیک توانست برنده این رویداد شود.